# Yeni N'Gbakoto
Yeni Atito Ngbakoto (Croix, 23 januari 1992) is een Frans-Congolese voetballer die bij voorkeur als rechtsbuiten speelt.

## Clubcarrière
Ngbakoto verruilde in 2007 de jeugdopleiding van SCC Besançon voor FC Metz. Op 25 juni 2009 tekende hij zijn eerste profcontract, dat hem tot juni 2014 verbond aan FC Metz. Op 13 januari 2010 maakte hij zijn profdebuut, als invaller in de Coupe de la Ligue tegen Olympique Lyon. Hij debuteerde op 27 augustus 2010 in de Ligue 2, tegen AC Ajaccio. N'Gbakoto maakte op 18 december 2010 zijn eerste profdoelpunt, in de Coupe de France tegen L'Entente SSG.

## Interlandcarrière
Ngbakoto maakte vier doelpunten in veertien wedstrijden voor Frankrijk -17 en twee doelpunten in zes wedstrijden voor Frankrijk -18.
1 Dieng ·
2 Kakay ·
3 Wallace ·
4 Dickie ·
5 De Wijs ·
6 Barbet ·
7 Johansen  ·
8 Amos ·
9 Dykes ·
10 Chair ·
11 Austin ·
12 Ball ·
13 Archer ·
14 Thomas ·
15 Field ·
16 McCallum ·
17 Dozzell ·
19 Gray ·
20 Dunne ·
21 Willock ·
22 Odubajo ·
32 Walsh ·
33 Barnes ·
34 Duke-McKenna ·
37 Adomah ·
Coach: Warburton